# Бувигер
Бувигер (нашейник) — часть латного доспеха, предназначенная для защиты шеи.

## Этимология
Слово «bevor» или «beaver» происходит от старофранцузского baver, что означает «капать», «истекать», отсылая на положение элемента под головой человека, что напоминало слюнявчик.

## Описание
Нашейник был частью средневекового латного доспеха. Обычно он представлял собой цельный кусок пластинчатой брони, защищавший подбородок и горло и заполнявший пространство между шлемом и нагрудником. Известны экземпляры, прикрывающие левое плечо, увеличивая толщину доспеха.
Изначально бувигер носили вместе со шлемом типа салад. С появлением закрытого шлема и бургиньота, усовершенствованных вариантов салада в период позднего Средневековья и Ренессанса, нашейник был преобразован в шарнирную пластину, защищающую нижнюю часть лица и шею. В XVI веке бувигер принял вид сложносоставного элемента доспеха, состоящего из нескольких пластин, которые можно было поднимать или опускать, поскольку пластины были подвижными друг относительно друга.